# ایدن پریری (مینه‌سوتا)
ایدن پریری، مینه‌سوتا (به انگلیسی: Eden Prairie, Minnesota) یک شهر در ایالات متحده آمریکا است که در مینه‌سوتا واقع شده‌است.

## خصوصیات
ایدن پریری ۹۱٫۱۴ کیلومترمربع مساحت و ۶۰٬۷۹۷ نفر جمعیت دارد و ۲۷۰ متر بالاتر از سطح دریا واقع شده‌است.